# Cerro Sechín
Le Complexe archéologique de Cerro Sechín, aussi appelé Sechín ou Sechín de las Estelas (Sechín des stèles), est situé dans la province de Casma du département d'Áncash au Pérou, à 365 km au nord de la capitale Lima.
Le site a été découvert par les archéologues péruviens Julio César Tello et Toribio Mejía Xesspe en 1937 qui le considéraient comme la capitale de toute une culture, appelée Culture Casma/ Sechín, antérieure à la culture Chavín.
Selon ses découvreurs, Sechín était un village d'agriculteurs accueillant un important complexe politico-religieux. Il fut détruit par l’occupation des civilisations postérieures.

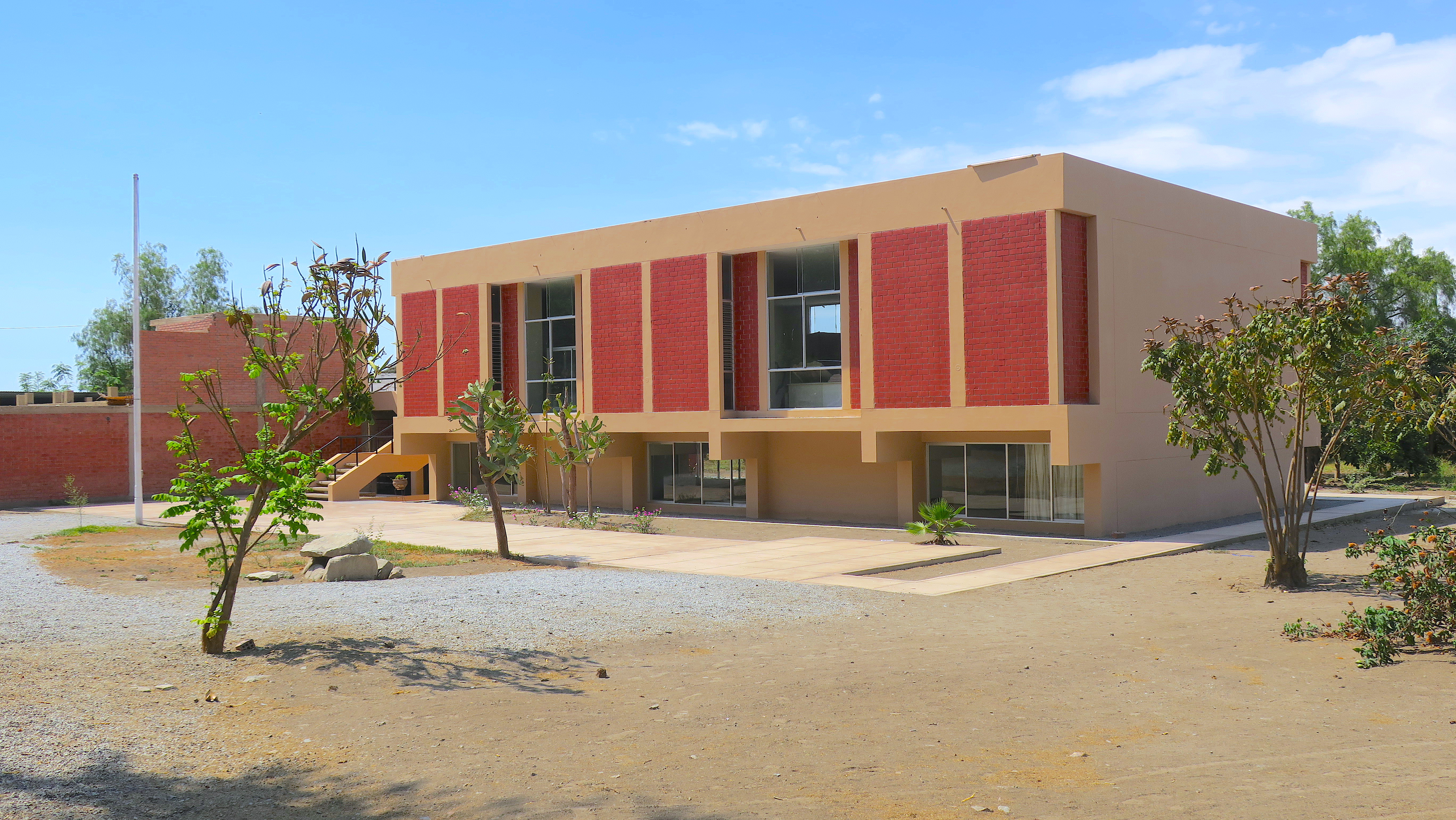
Musée régional de Casma "Max Uhle".

Sur les lieux, le Musée régional Max Uhle, propose des éléments d’information sur les plus anciennes civilisations précolombiennes qui se sont développées dans la région et une vue d’ensemble sur l’extension et l’histoire de Sechín. Il a été inauguré le 25 août 1984. Le musée abrite des céramiques de la culture Chavín, Huari et Chimú

## Géographie
Le site est situé à 90 m d'altitude sur une colline granitique à 5 km de la ville de Casma, capitale de la province, près du confluent de la rivière Sechín (au nord) et du fleuve Casma (au sud).
Cerro Sechín est à 1 km à l'est de l'autoroute panaméricaine - appelée localement Route nationale PE-1N - et à 13 km de l'océan Pacifique.
De la ville de Huaraz à Casma, il y a 145 km (soit 3 heures en bus) et de Casma au complexe archéologique, il faut 10 minutes en voiture ou 25 minutes en moto taxi.
Outre Cerro Sechín sur la rive gauche du rio Sechín, il y a 3 autres sites alentour ; Sechín Alto, Sechín Bajo aussi sur la rive gauche et Taukachi-Konkan au nord sur la rive droite du rio Sechín.

## Histoire
Des fouilles et des recherches rigoureuses ont eu lieu au Cerro Sechín après sa découverte en 1937 par Tello et Xesspe. Ils estimaient que ce monument était la preuve de l'influence de la culture Chavín dans la vallée de Casma.
Cependant, des recherches ultérieures ont déterminé que Cerro Sechín est antérieur au sanctuaire de Chavín, faisant de Cerro Sechín le précurseur de l'architecture et de l'iconographie de Chavín. En termes de fonction, Cerro Sechín servait de lieu d'administration central pour la production, la distribution et les stocks de nourriture, et aussi de lieu de culte en tant que centre cérémoniel.
On ne sait pas qui a créé Cerro Sechín, comment il a été construit ainsi que la nature des cérémonies qui s'y déroulaient. On sait également peu de choses sur la communauté associée au site. Le site date d'environ 1600 ou 1800 av. J.-C., c'est-à-dire vers la fin de la période archaïque Andine et serait resté en service jusqu'à environ 1500 av. J.-C., donc avant le début de la culture Chavín.

## Description
Bien que la zone occupe environ cinq hectares, les monuments sont regroupés sur un seul hectare.
La construction principale est rectangulaire, avec des angles arrondis et un mur périmétrique de monolithes et de stèles gravées, qui est de construction antérieure. Un double escalier menait au sommet de ce temple d'environ 4 mètres de haut, mais il est en ruine, détruit par les inondations.
Cet édifice central, est jouxté par deux autres (bâtiment A et C) et deux plates-formes (plate-forme Julio César Tello et plate-forme Rafael Larco).
Dans l'édifice principal, deux structures ont été identifiées, l'une en adobe et l'autre en pierre. L'édifice de terre, le plus ancien, présente un remodelage en trois phases, qui ont été datées entre les années 2400 et 2300 av. J.-C. L'édifice en pierre recouvre cette structure d'adobe.
Sa caractéristique la plus importante est sa façade constituée de monolithes à face plane sur lesquels sont gravés des représentations dramatiques de corps mutilés en offrande aux dieux et des "prêtres guerriers". Ces dalles du Cerro Sechín pourraient représenter les plus anciennes sculptures monumentales connues dans les Andes centrales.

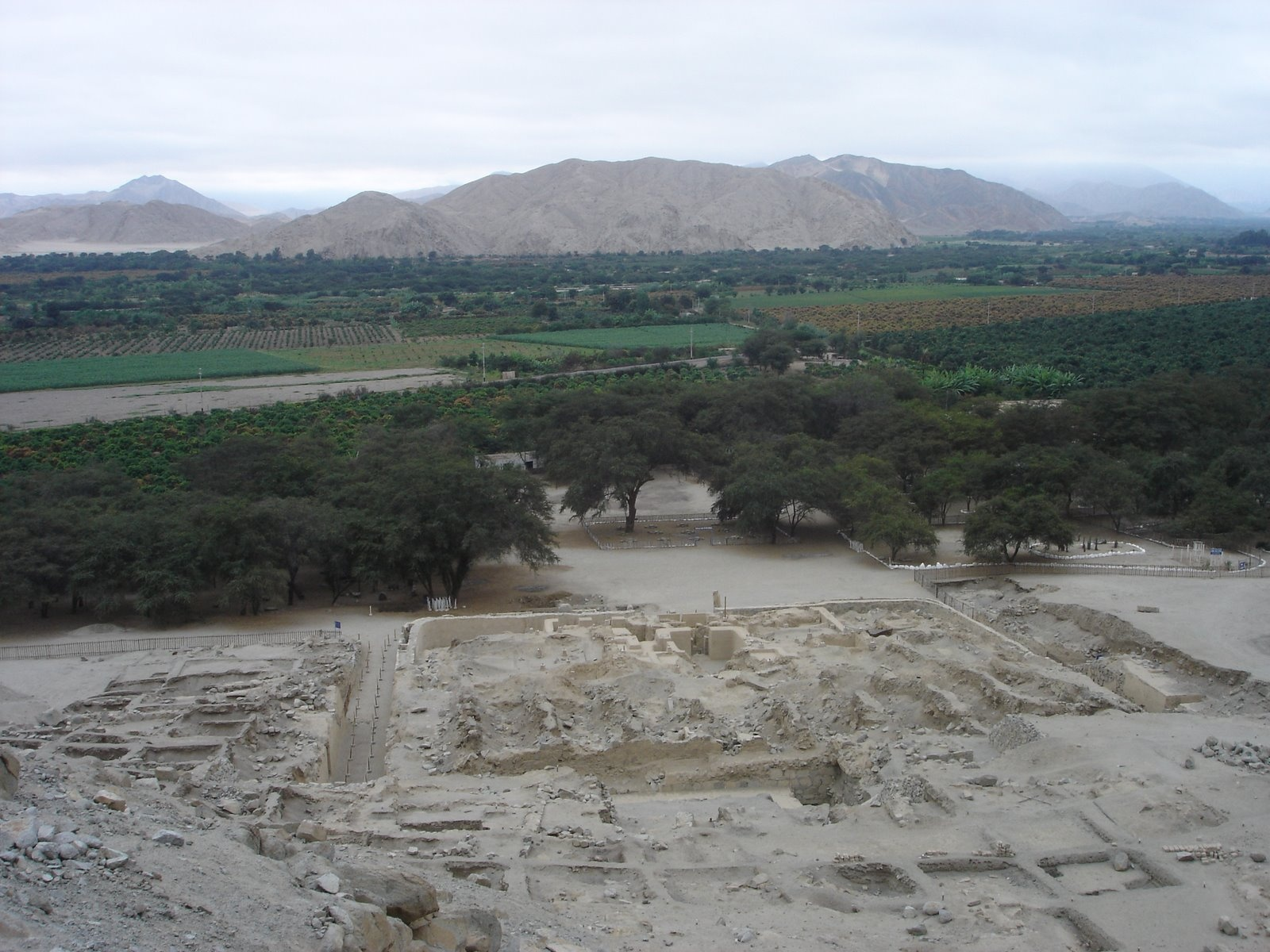
Le complexe de Sechín dans la vallée du rio Casma.

Près du site principal se trouvent deux autres complexes archéologiques du même nom : Sechín Alto (haut) et Sechín Bajo (bas).
Sechín Alto : 9° 27′ 58″ S, 78° 14′ 33″ O- Se trouve sur la même rive de la rivière Sechín, au nord-est de Cerro Sechín. Il est considéré comme le plus grand complexe architectural du Pérou, couvrant 300 à 400 hectares.
Sechín Bajo : 9° 28′ 50″ S, 78° 15′ 32″ O-  Plus proche du Cerro Sechín, ce petit site a été fouillé depuis les années 1990 et dans sa strate la plus profonde a été trouvée, en 2008, les restes d'un carré circulaire de pierre et d'adobe, daté de « l'archaïque tardif », soit le XXXVe siècle av. J.-C.

### Les bas-reliefs
Les bas-reliefs gravés sont au nombre d'environ 300; des guerriers armés de haches, aux victimes décapitées et mutilées, en passant par les parties du corps. Les personnages sont de deux types : les guerriers-prêtres (portant une arme ou un sceptre) et les victimes démembrées ou leurs abats (principalement têtes, membres, yeux en brochette, intestins, vertèbres et viscères).
Ces figures représentent des humains et des demi-dieux, mais il n'y a pas d'animaux. À l'intérieur du bâtiment en pisé, la décoration principale est la mieux conservée. Elle représente deux poissons mythologiques. Une autre figure représente un homme saignant.
Ces représentations sont étroitement liées à la mer, à la pluie et aux sacrifices humains.
Les techniques de sculpture sont des coupes biseautées, comme celles que l'on trouve sur les contours du corps et des incisions peu profondes, pour les paupières et les lèvres.
Ces figures sculptées dans les pierres qui ornent la façade du monument principal ont eu différentes interprétations.
- Pour leur découvreur, Julio C. Tello, ce sont des scènes de batailles, sculptées en commémoration d'une grande victoire obtenue dans ce lieu, thèse que défendait aussi Arturo Jiménez Borja (es).
- Une autre théorie est que le site était un laboratoire d'études anatomiques de haut niveau, ce qui expliquerait l'exposition explicite de diverses parties du corps humain, comme les viscères et les os.
- Une position marxiste a soutenu qu'il s'agirait de la représentation d'une rébellion populaire écrasée dans le sang par l'élite dirigeante.
- Pour Federico Kauffman Doig (es), ce serait une mise en scène de sacrifices humains, dans le cadre d'un culte propitiatoire de subsistance, pour contrer les famines causées par les sécheresses ou autres fléaux naturels.

Artéfacts trouvés sur le site
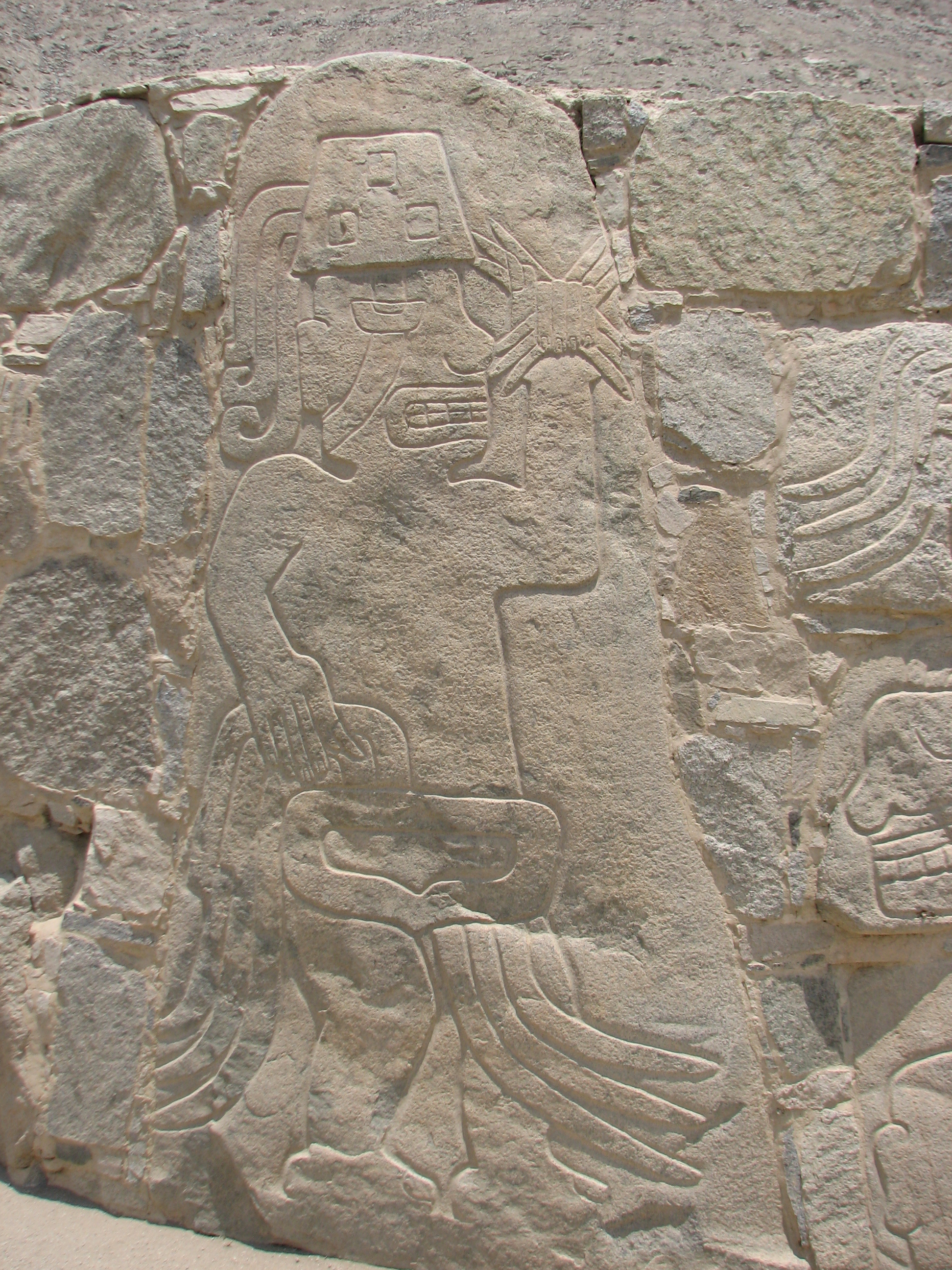
Un prêtre guerrier.
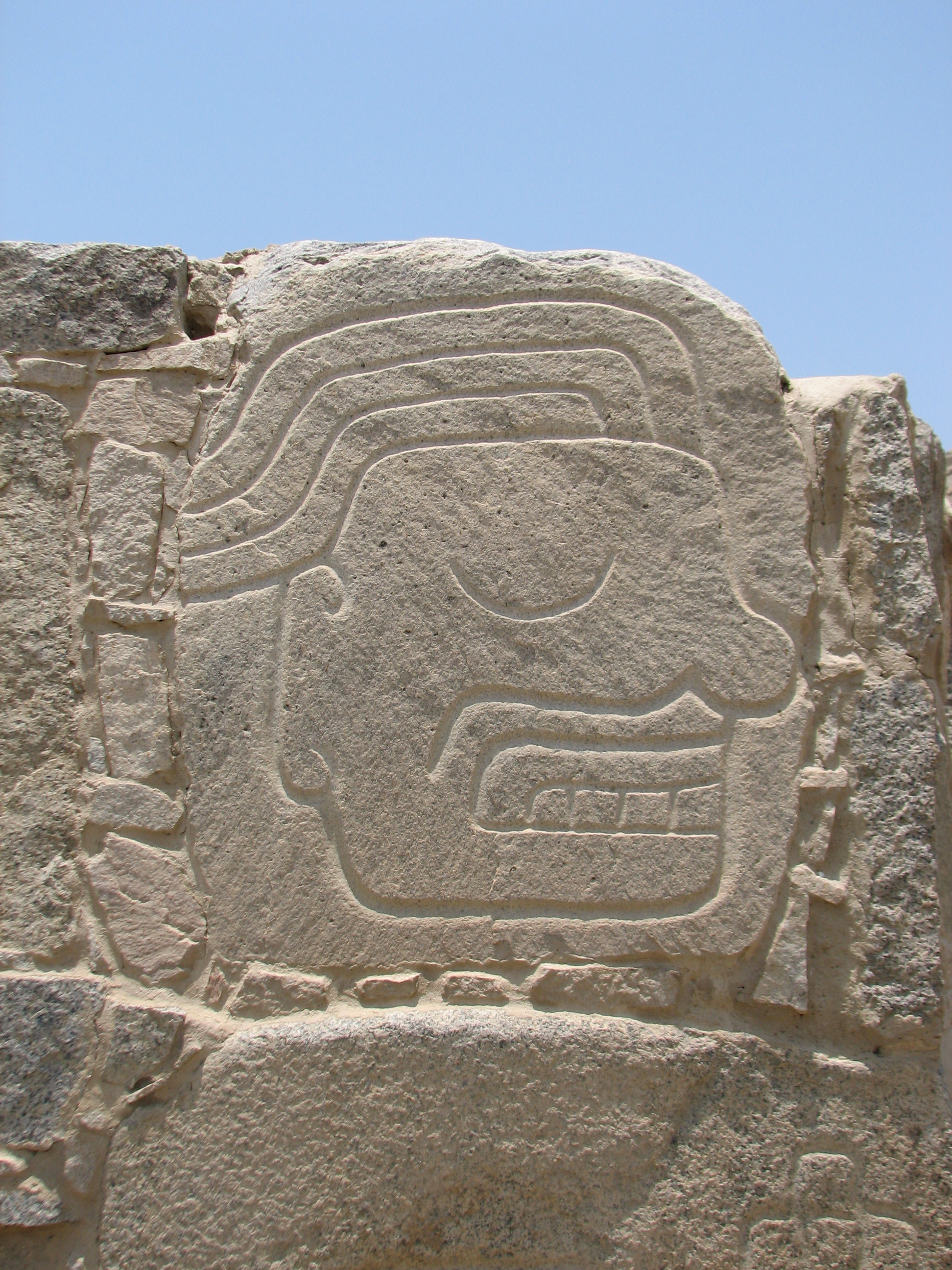
Une tête décapitée, l'œil fermé.
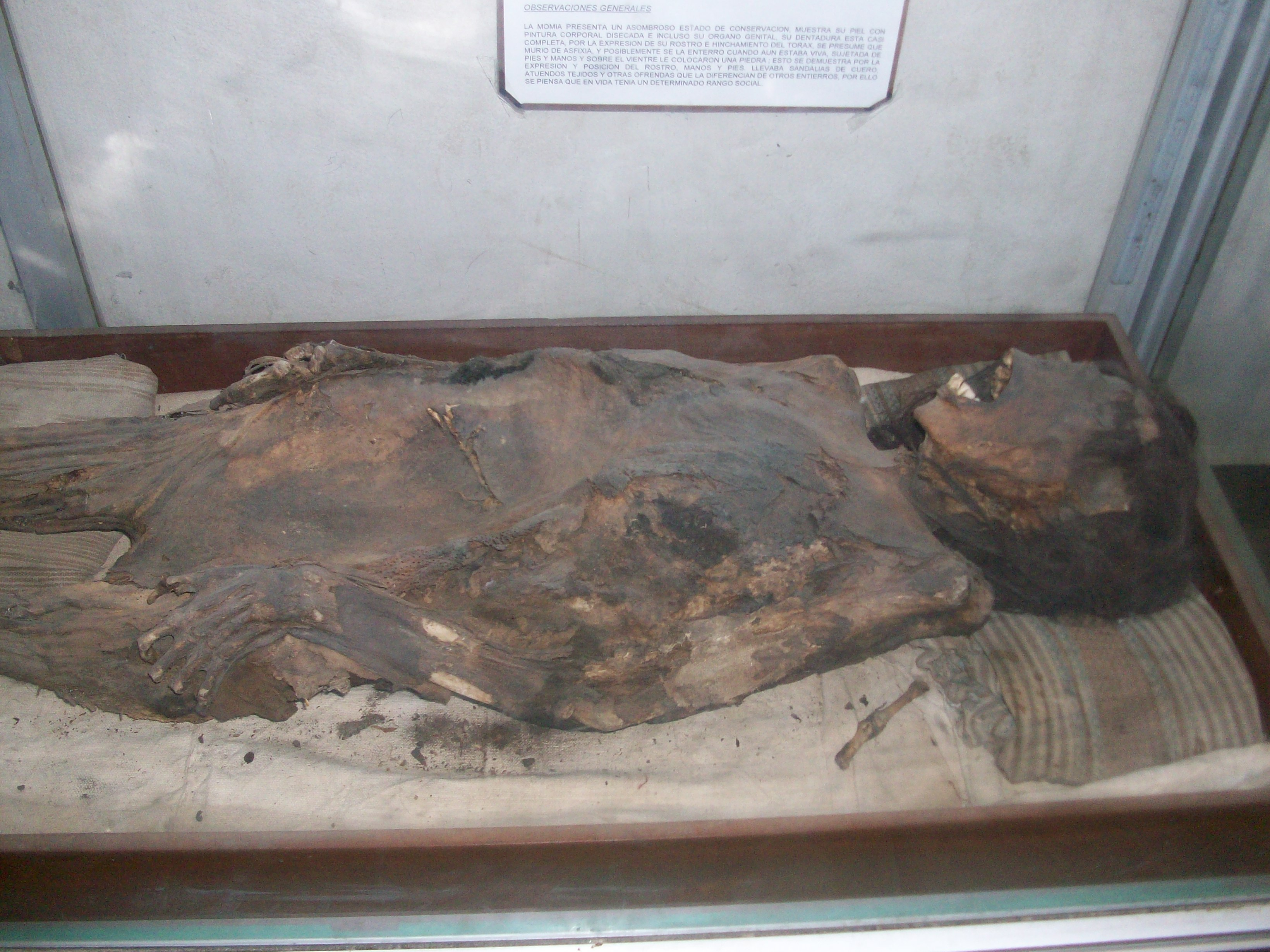
Momie au Musée Max Uhle.
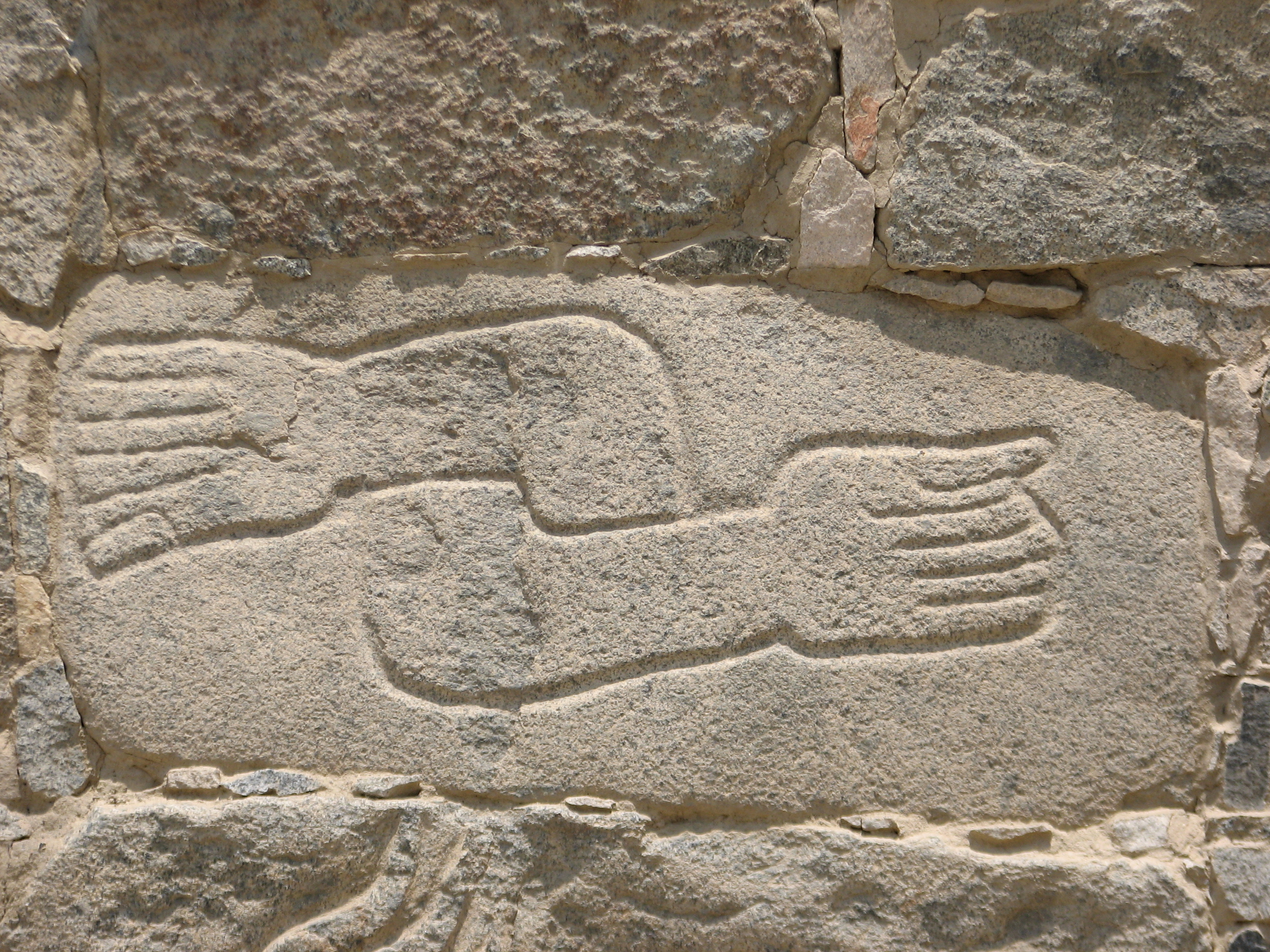
Bras coupés ?